# Éva Gauthier
Éva Gauthier (Ottawa, 20 settembre 1885 – New York, 26 dicembre 1958) è stata un mezzosoprano e cantante canadese.

## Biografia
Ida Joséphine Phoebe Éva Gauthier nacque da una famiglia franco-canadese. Era nipote di Wilfrid Laurier, primo ministro del Canada dal 1896 al 1911, che gli finanziò gli studi musicali. 
Nel 1905 venne scelta dalla compatriota Emma Albani per il suo tour nelle isole britanniche e per quello successivo in patria l'anno seguente.
Dopo essere tornata in Inghilterra per studiare, nel 1907 si trasferisce a Milano per studiare con il tenore Giuseppe Oxilia e poi con Carlo Carignani. Nel 1909 debutta, grazie all'interessamento di Rina Giachetti, a Pavia nella Carmen nel ruolo di Micaëla, ottenendo critiche positive.
Successivamente canta in Belgio, Paesi Bassi, Parigi e Copenaghen. 
Nel 1910 a causa di alcuni dissidi con Luisa Tetrazzini, che impose la sua sostituzione con un'altra cantante nella Lakmé, la Gauthier si allontanò dalla lirica.
Nel 1911 si sposa con l'olandese François Menno Knoote, anch'egli allievo di Oxilia, che seguì a Giava ove era dirigente di alcune piantagioni.
A Giava entrò a contatto con la musica dell'isola, che entrerà nel repertorio della Gauthier. Abbandonato il marito, da cui divorzierà nel 1917, inizia una tournée con Mischa Elman nel sud-est asiatico, Australia e Nuova Zelanda.
Allo scoppio della prima guerra mondiale la Gauthier rientra in America, stabilendosi a New York, ove conosce l'opera di Igor Stravinsky. La Gauthier sarà la prima interprete in America delle opere di Stravinsky Trois poésies de la lyrique japonaise (1917) e Pribaoutki (1918).

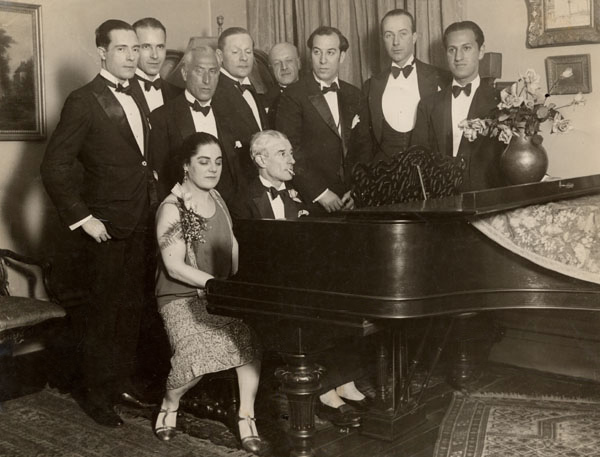
Maurice Ravel al piano, accompagnato da Éva Gauthier il 7 marzo 1928. George Gershwin è presente a destra

Nel 1920 la Gauthier si recò a Parigi, su richiesta della lega americana della Musica, per preparare e organizzare il tour nordamericano di Maurice Ravel, a cui si legò sia dal punto di vista professionale che amicale. 
Nel 1923 presenta all'Aeolian Hall di New York un recital che diverrà considerata una performance storica, in cui un'opera di George Gershwin venne interpretata da una cantante classica. L'anno seguente andò in scena con altre importanti opere moderne e neoclassiche di musicisti come Vincenzo Bellini, Henry Purcell, Arnold Schönberg, Darius Milhaud, Béla Bartók, Paul Hindemith, Irving Berlin e Jerome Kern.
Nei primi anni 1930 è colpita da una malattia che la indebolisce e ne limita le performance e quando nel 1931 si reca a L'Avana, Cuba, deve ridurre le rappresentazioni programmate sull'isola.
Gauthier concluse la sua lunga collaborazione con Stravinsky interpretando, in primo luogo, la voce protagonista del suo melodramma Perséphone nel marzo 1935, ruolo che riprese nel 1936 e nel 1937.
Nel 1937 mette fine alla sua carriera musicale. La Gauthier è una delle fondatrici dell'American Guild of Musical Artists. 
Muore a New York nel dicembre 1958.